# Филоненко, Татьяна Ивановна
Татьяна Ивановна Филоненко — российская театральная актриса, Заслуженная артистка Российской Федерации (2010). Артистка Омского академического театра драмы. В 1977 году Новосибирское государственное театральное училище, отделение «актер драматического театра». Работает в Омской драме с 1977 года, является лауреатом премии имени народной артистки России Татьяны Ожиговой, награждена медалью за гуманизм и служение России (2004).
Татьяна Ивановна замужем за Николаем Михалевским, также актёром Омского академического театра драмы. Вместе они основали в Омске Театр живописи.

## Роли
- «Московские кухни» Юлий Ким
- Баба Яга — «А на небе радуга» Юлий Ким
- Белинда Блайар — «Театр» Майкл Фрейн
- Лейла — «Варлам, сын Захария» И. Гаручава, П. Хотяновский
- Циля — «На чемоданах» Ханох Левин
- Аграфена, экономка — «Враги» Максим Горький
- Паня — «Зеленая зона» Михаил Зуев
- Грешница, Шанталь — «Балкон» Жан Жене
- Мать — «Биография» Макс Фриш
- Мать Зары — «Искупление» Ф. Горенштейн
- Жена Артемия Филипповича Земляники — «INCOGNITO» А. Ледуховский по мотивам комедии Н. Гоголя «Ревизор»
- Аббатиса —  «Сирано де Бержерак» Э. Ростан
- Турчанка-мамаша — «Бег» М. А. Булгаков
- Кабато, сваха — «Ханума» А. А. Цагарели
- Глафира Климовна Глумова — «На всякого мудреца довольно простоты» А. Н. Островский
- Фиона, Аксинья — «Леди Макбет Мценского уезда» Н. C. Лесков
- Фелицата Антоновна Шаблова — «Поздняя любовь» А. Н. Островский
- Женщина — «Время женщин» Е. Чижова
- Фрау Залевски — «Три товарища» Эрих Мария Ремарк
- Шарлотта — «Вишнёвый сад» А. П. Чехов.

## Награды
- Орден «За заслуги в культуре и искусстве» (21 ноября 2024 года) — за большой вклад в развитие отечественной культуры и искусства, многолетнюю плодотворную деятельность[4].
- Заслуженная артистка Российской Федерации (25 мая 2010 года) — за заслуги в области искусства[5].